# حنكه باحاج (الضليعة)
'

تعديل مصدري - تعديل

حنكه باحاج هي إحدى قرى عزلة الضليعة بمديرية الضليعة التابعة لمحافظة حضرموت، بلغ تعداد سكانها 12 نسمة حسب تعداد اليمن لعام 2004.